# Aktinoidák
Az aktinoidák (vagy régebbi, az IUPAC által nem támogatott néven aktinidák) sorozata tizennégy, 90 és 103 közti rendszámú – kémiai elemet foglal magában, a tóriumtól a laurenciumig. Az aktinoidák elemi sorozata a nevét a 3. csoportba tartozó aktíniumról kapta, amely összehasonlítás céljából szerepelhet a sorozatban. Csak a tórium és az urán fordul elő a természetben felhasználható mennyiségben. A többi aktinoida mesterségesen előállított elem. Az aktinoidákat általában az f-mező elemeinek tekintik. A vegyértékük sokkal inkább változó, mint a lantanoidáké. Az összes aktinoida radioaktív.

## Történet
1945 előtt az volt az általános vélekedés Mengyelejev után, hogy a tórium és az urán rendre a 4. és a 6. csoportba tartozó átmenetifémek. A felfogás az volt, hogy a transzurán elemek az átmenetifémek tulajdonságaival rendelkeznek. Azonban Charles Janet 1928-ban azt javasolta, hogy az aktíniummal 14, a lantanoidáknak megfelelő elem kezdődik. A transzurán elemeket elsőként a Manhattan terv részeként szintetizálták 1944 körül. Glenn T. Seaborg, a kutatás vezetője megállapította, hogy az amerícium és a kűrium nem rendelkezik az átmenetifémektől elvárt tulajdonságokkal. 1945-ben a kollégái tanácsaival szembefordulva, nem tudva Janet-ről, elfogadtatta a javaslatát, amely a periódusos rendszer legjelentősebb módosítása volt, amelyet a tudományos közösség elfogadott: az aktinoida elemek egy új elemi sorozatba tartoznak, amely abban hasonlít a lantanoidákéra, hogy a vegyértékelektronok f-alhéjakon helyezkednek el. Ez megfelel az elektronhéjak feltöltődésére vonatkozó alapelvnek, amely azt jósolja, hogy az 5f-pályák a 6d-pályák előtt töltődnek fel.

## Kémia
| Rendszám | 89     | 90     | 91        | 92        | 93        | 94     | 95     | 96        | 97     | 98      | 99      | 100     | 101     | 102     | 103        |
| Név      | Ac     | Th     | Pa        | U         | Np        | Pu     | Am     | Cm        | Bk     | Cf      | Es      | Fm      | Md      | No      | Lr         |
| Atomok   | 7s²6d1 | 7s²6d² | 7s²5f²6d1 | 7s²5f³6d1 | 7s²5f46d1 | 7s²5f6 | 7s²5f7 | 7s²5f76d1 | 7s²5f9 | 7s²5f10 | 7s²5f11 | 7s²5f12 | 7s²5f13 | 7s²5f14 | 7s²5f147p1 |

Néhány aktinoidaatomnak vannak elektronjai a 6d-alhéjon, de a vegyületekben az összes 6s- és d-elektron hiányzik, így [Rn]5fn elektronszerkezetű ionok maradnak vissza. Ebből a szempontból az aktinoidák a lantanoidákra hasonlítanak, amelyek vegyületeiben szintén csak f-elektronok találhatóak a vegyértékhéjon. Szintén hasonlóság, hogy a nagyobb rendszámú aktinoidák maximális oxidációs állapota +3. Azonban a kisebb rendszámúak, a tórium (Th) és az urán (U) elveszíthetik az összes vegyértékelektronjukat, így rendre 4-es és 6-os oxidációs állapotot érve el. Ez korábban vitákhoz vezetett arról, hogy a tóriumot és az uránt a d-mező elemeinek kell-e tekinteni és a tóriumot a 4. csoportba (a hafnium alá) az uránt pedig a 6. csoportba (a volfrám alá) kell-e helyezni. Ezeknek az elemeknek a kémiája valójában a rendszám növekedésével az elvárt tendenciákat követi, figyelembe véve a lantanoidakontrakció hatásait is. A neptúnium is elveszítheti az összes vegyértékelektronját, mint például a [NpO5]3- ionban.
Az U, a Np, és a Pu a legnagyobb oxidációs számmal kovalens, főként oxo- és fluorvegyületekben található. Például az UF6 (olvadáspontja 64 °C) elég illékony ahhoz, hogy gázdiffúziós vagy gázcentrifugás izotópszétválasztó berendezésekben alkalmazzák. A fluorokomplexek  kivételével minden urán(VI) vegyület lineáris UO22+ csoportot tartalmaz. 4-6 ligandum helyezkedhet el ekvatoriális síkban, az uranilcsoportra merőlegesen. Az uranilcsoport kemény savként viselkedik és stabilabb komplexeket képez oxigéndonor ligandumokkal, mint nitrogéndonor ligandumokkal. A NpO22+ és a PuO22+ a +6-os oxidációs számú Np és Pu szintén elterjedt formái.
A +5-ös és +4-es oxidációs számú vegyületek túlnyomórészt kovalensek. A +4-es oxidációs számú aktinoidák komplexeinek különleges tulajdonsága, hogy a koordinációs szám bennük akár 11 is lehet. A +3-as oxidációs számú vegyületek félig kovalensek. A trikloridok például ionos rácstípusokban kristályosodnak, de egyértelmű bizonyíték van kovalens kötésekre. A Th(III)- és az U(III)-vegyületek erős redukálószerek, de a redukálóerő egyre csökken az aktinoidák elemi sorozatában balról jobbra haladva, a méret csökkenésével párhuzamosan.

### Az aktinoidakontrakció

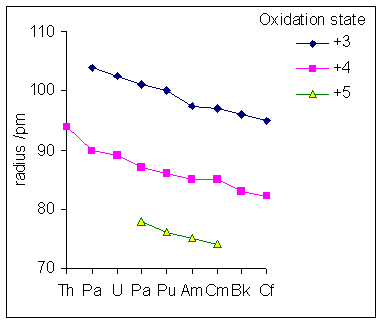
A +6-os koordinációs számú aktinoidaionok sugara különböző oxidációs állapotokban

Az aktinoidák mérete a rendszám növekedésével csökken. Ez egy normális tendencia, ami a lantanoidakontrakcióra emlékeztet. A grafikon ezt ábrázolja a +3, a +4 és a +5-ös oxidációs állapotokra egyaránt.

### Szín
| Oxidációs szám | 89   | 90   | 91    | 92    | 93     | 94     | 95       | 96   | 97   | 98   | 99   |
| +3             | Ac3+ | Th3+ | Pa3+  | U3+   | Np3+   | Pu3+   | Am3+     | Cm3+ | Bk3+ | Cf3+ | Es3+ |
| +4             |      | Th4+ | Pa4+  | U4+   | Np4+   | Pu4+   | Am4+     | Cm4+ | Bk4+ | Cf4+ |      |
| +5             |      |      | PaO2+ | UO2+  | NpO2+  | PuO2+  | AmO2+    |      |      |      |      |
| +6             |      |      |       | UO22+ | NpO22+ | PuO22+ | AmO22+   |      |      |      |      |
| +7             |      |      |       |       | NpO23+ | PuO23+ | [AmO6]5- |      |      |      |      |

### Fémorganikus kémia
Az aktinoidák fémorganikus vegyületeit aktinoidaorganikus vegyületeknek nevezik. Az aktinoidák fémorganikus kémiája nem túl terjedelmes. Az uranocén U(C8H8)2 különösen érdekes, ugyanis planáris, a Hückel-szabálynak megfelelően aromás, a ferrocénben található ciklopentadienil ionnal analóg ciklooktatrenil aniont tartalmaz. Ennek a vegyületnek a képződését az U4+ ion viszonylag nagy mérete segíti.

### A radioaktivitás kémiai szempontból
Az összes aktinoida radioaktív. A protaktínium és az uránt követő elemek összes izotópja (a transzurán elemek) mesterséges elemek és a felezési idejük jóval rövidebb, mint a Föld kora, a természetben nem találhatók meg felhasználható mennyiségben. Az urán és a tórium nagyon hosszú felezési idejű, alfa-sugárzó elemek, amelyek a minimum sugárvédelmi eljárásokkal kezelhetők.
Az einsteiniumot követő elemeket még nem állították elő elegendően nagy mennyiségben ahhoz, hogy a kémiai tulajdonságaikat részletesen tanulmányozni lehessen.
A radioaktív sugárzás jelentős hőforrás, így a hőmérséklet szabályozása gyakori probléma a transzurán elemeknél. Emellett a kibocsátott alfa-részecskék oxidálószerként viselkedhetnek. Például:
He2+ + H2O → 2H+ + 1/2 O2 + He

## Előfordulás
Csak a tórium és az urán találhatóak meg jelentős mennyiségben a földkéregben, a többi elem legfeljebb csak nyomokban fordul elő. A további aktinoidák közül csak az aktíniumot és a protaktíniumot találták meg a természetben azelőtt, mielőtt szintetizálták volna, ezek az urán bomlástermékei. A neptúnium és a plutónium is megtalálhatóak nyomokban uránércekben sugárzás vagy bombázás eredményeként, de ezt csak a mesterséges előállításuk után fedezték fel. A további aktinoidákat részecskeütköztetőkben vagy atomreaktorokban állították elő és egyiket sem sikerült megtalálni a természetben. A kalifornium utáni aktinoidáknak rendkívül rövid a felezési ideje.
Az összes transzurán elem izotópjai a fermiumig (a fermiumot is beleértve) könnyebb nuklidok gyors neutronokkal való bombázásakor keletkezhetnek. A létrehozott atommagok neutrontöbblettel rendelkeznek. β-bomlás történik, amikor is egy neutron egy protonra és egy elektronra bomlik, a folyamat során a rendszám nő. A transzurán elemek szintéziséhez alkalmas körülmények a szupernóvákban találhatók. Ezeket az elemeket speciális atomreaktorokban is elő lehet állítani. Atomrobbantások kivitelezésekor is keletkezhetnek és radioaktív csapadék formájában lejuthatnak a földre a légkörben végrehajtott kísérleti robbantások esetén. A nehezebb elemek nehezebb részecskékkel, például α-részecskékkel vagy nehezebb atommagokkal való bombázással állíthatók elő.
1961-ben Antoni Przybylski felfedezett egy csillagot, a HD 101065-öt, amelyet gyakran Przybylski-csillagnak neveznek. Ez a csillag szokatlanul nagy mennyiségben tartalmaz aktinoidákat.

## Fordítás
- Ez a szócikk részben vagy egészben  az   Actinide című angol Wikipédia-szócikk fordításán alapul.  Az eredeti cikk szerkesztőit annak laptörténete sorolja fel. Ez a jelzés csupán a megfogalmazás eredetét és a szerzői jogokat jelzi, nem szolgál a cikkben szereplő információk forrásmegjelöléseként.